# Sacrament
Sacrament é o quinto álbum de estúdio da banda americana de groove metal Lamb of God, lançado em 22 de agosto de 2006, pela Epic Records.
Sacrament estreou em 8º lugar da Billboard 200, vendendo cerca de 63.000 cópias na primeira semana. O álbum foi o mais vendido do gênero do ano de 2006 e recebeu o prêmio de "Álbum do Ano" da revista Revolver, sendo o segundo da banda a receber esse título. Sacrament foi indicado para o Grammy em 2007 como melhor performance de metal, pela música "Redneck", porém acabou perdendo para o Slayer. Até hoje, o álbum já vendeu mais de 270.000 cópias apenas nos Estados Unidos.

## Faixas
Todas as faixas por Lamb of God.
| N.º            | Título                    | Duração |  |
| 1.             | "Walk with Me in Hell"    | 5:11    |  |
| 2.             | "Again We Rise"           | 4:30    |  |
| 3.             | "Redneck"                 | 3:41    |  |
| 4.             | "Pathetic"                | 4:31    |  |
| 5.             | "Foot to the Throat"      | 3:13    |  |
| 6.             | "Descending"              | 3:35    |  |
| 7.             | "Blacken the Cursed Sun"  | 5:28    |  |
| 8.             | "Forgotten (Lost Angels)" | 3:05    |  |
| 9.             | "Requiem"                 | 4:10    |  |
| 10.            | "More Time to Kill"       | 3:36    |  |
| 11.            | "Beating on Death's Door" | 5:06    |  |
| Duração total: | Duração total:            | 46:06   |  |

A edição especial do disco inclui um DVD bônus com as duas versões do vídeo de "Redneck" e um documentário de 90 minutos dos bastidores do processo de gravação do álbum. O DVD foi produzido pela High Roller Studios e dirigido por Doug Spangenberg, o mesmo diretor de Killadelphia.
| Críticas profissionais                                                      | Críticas profissionais |
| Avaliações da crítica                                                       | Avaliações da crítica  |
| Fonte                                                                       | Avaliação              |
| --------------------------------------------------------------------------- | ---------------------- |
| About.com                                                                   | [ 5 ]                  |
| allmusic                                                                    | [ 6 ]                  |
| Blabbermouth.net                                                            | [ 7 ]                  |
| Blender                                                                     | [ 8 ]                  |
| Rolling Stone                                                               | [ 9 ]                  |
| Esta tabela precisa de ser acompanhada por texto em prosa. Consulte o guia. |                        |

## Paradas
| Parada (2006)       | Posição |
| ------------------- | ------- |
| Billboard 200       | 8       |
| Top Internet Albums | 8       |
| Top Rock Albums     | 2       |
| ARIA Charts         | 25      |
| UK Albums Chart     | 89      |

## Créditos
- Randy Blythe - Vocal
- Mark Morton - Guitarra Solo, Guitarra Base
- Willie Adler - Guitarra Solo, Guitarra Base
- John Campbell - Baixo
- Chris Adler - Bateria, Percussão